# HMS Astute (S119)
Pour les autres navires du même nom, voir HMS Astute.
Le HMS Astute (pennant number : S119) est un sous-marin nucléaire d'attaque britannique. Il est le premier bâtiment de la classe Astute, qui doit à terme en compter six.

## Accidents
Le HMS Astute s'est échoué le 22 octobre 2010 au large des côtes de l'Écosse. Il aurait été surpris par la marée descendante. 
Le 8 avril 2011, une fusillade a éclaté à bord du sous-marin, causant la mort d'un officier et blessant grièvement un autre militaire.